# Мартачешти (Браила)
Мартачешти (рум. Mărtăcești) насеље је у Румунији у округу Браила у општини Силиштеа. Oпштина се налази на надморској висини од 13 m.

## Становништво
Према подацима из 2002. године у насељу је живело 192 становника, од којих су сви румунске националности.